# Mie Leth Jans
Mie Leth Karshøj (født 6. februar 1994) er en dansk fodboldspiller, forsvarsspiller, der spiller for danske Brøndby IF i Elitedivisionen. Hun har været en del af Danmarks kvindefodboldlandshold siden 2013.

## Karriere

### Klub
Jans startede sin fodboldkarriere med Dragør Boldklub. Hun skiftede til Brøndby og derefter til Ballerup-Skovlunde Fodbold (BSF) i 2012. Efter to sæsoner hos BSF, vendte hun tilbage til Brøndby i juni 2014.. Den 1. juli 2017 skiftede Jans til Manchester City Women på en 2 årig kontrakt.Den 1. januar 2019 skiftede Jans til FC Rosengård som overtog kontrakten hos Manchester City Women. Debut for FC Rosengård skete den 27. april 2019 i kampen mod KIF Örebro som FC Rosengård vandt med 4-0. Jans blev skiftet ind for Anja Mittag i 67. minut.
Hun skiftede i januar 2020, til den svenske ligaklub Vittsjö GIK, med hvem hun har spillede for indtil sommeren 2022. Herefter vendte hun hjem til den danske liga for mestrene fra HB Køge.

### Landshold
Jans fik sin debut for Danmark i november 2013, da hun blev skiftet ind for Nanna Christiansen i 79. minut i en 5–0 sejr over Malta i Valetta. Hun var en del af truppen til Algarve Cup 2016og en del af truppen til EM-slutrunden 2017 i Holland. 